# Ralph Wolf und Sam Sheepdog
Ralph Wolf und Sam Sheepdog sind Figuren aus einer Reihe von Filmen aus den Warner-Bros.-Zeichentrickserien Looney Tunes und Merrie Melodies. Die Figuren wurden von Chuck Jones geschaffen. Synchronisiert wurden sie von Mel Blanc. Sie traten erstmals in dem 1953 Film Don’t Give Up the Sheep auf.

## Beschreibung
Ralph Wolf ähnelt äußerlich stark der Figur des Wile E. Coyote. Er hat braunes Fell, einen drahtigen Körper und riesige Ohren, aber – abweichend vom Kojoten – eine rote statt einer schwarzen Nase, (normalerweise) weiße anstelle der gelben Augen und gelegentlich einen Fangzahn, der aus seinem Mund herausragt. Er teilt auch den Appetit des Kojoten und den hartnäckigen Gebrauch von Produkten der Acme Corporation, begehrt aber Schafe statt Roadrunner und hat, wenn er spricht, nicht den Akzent der Oberschicht oder die egoistische Haltung des Kojoten. Ein weiterer entscheidender Unterschied ist der der Persönlichkeit: Ralph hat nicht den fanatischen Drang des Coyoten, seine Beute zu verfolgen, sondern gibt die Jagd am Ende des Arbeitstages lieber auf.
Sam Sheepdog dagegen ist ein großer, kräftiger Berger de Brie (Briard) mit weißem oder hellbraunem Fell und einem Schopf aus rotem Haar, der normalerweise seine Augen verdeckt. Er läuft sehr selten und neigt zu Bewegungen, die im Sitzen ausgeführt werden können. Er verfügt jedoch über genügend Kraft, um Ralph mit einem einzigen Schlag außer Gefecht zu setzen, wenn er ihn einmal gefangen hat.
Typisch ist, dass sich die beiden morgens beim Einstempeln an der Stechuhr höflich begrüßen, sich danach den ganzen Tag lang bekämpfen, um sich dann am Ende des Arbeitstags beim Ausstempeln wieder höflich zu verabschieden.

## Filmografie
- 1953: Don’t Give Up the Sheep
- 1954: Sheep Ahoy
- 1955: Double or Mutton
- 1957: Steal Wool
- 1960: Ready, Woolen and Able
- 1962: A Sheep in the Deep
- 1963: Woolen Under Where